# Image Comics
Az Image Comics egy amerikai képregénykiadó vállalat. 1992-ben alapította a szakma hét neves illusztrátora, Marc Silvestri, Jim Lee, Whilce Portacio, Rob Liefeld, Erik Larsen, Todd McFarlane és Jim Valentino azzal a céllal, hogy a kiadó keretein belül létrehozott kitalált szereplők és karakterek szerzői joga az alkotó birtokában maradhasson. Az Image létrehozása és jelenléte javította az alkotók pozícióját a képregényiparban, de voltak idők, mikor az alapítók közötti belső viták és az üzleti tapasztalat hiánya bizonytalanná tette a vállalkozás jövőjét. Ennek ellenére az Image az Egyesült Államok harmadik legnagyobb képregénykiadója, megközelítőleg holtversenyben a Dark Horse-al, a Marvel és a DC Comics után.